# 生津村
生津村（なまづむら）はかつて岐阜県本巣郡に存在した村である。
村名は、かつてのこの地域の荘園の名、生津荘に由来する。
一部の地域を穂積町に分割後、残部は北方町に合併している。

## 歴史
- 1897年（明治30年）4月1日 - 生津村・馬場村・柱本村・高屋村が合併し、生津村となる。
- 1954年（昭和29年）11月3日 - 生津村の南部（旧馬場村、生津村）が、穂積町、牛牧村、本田村と合併し、穂積町になる。
- 1955年（昭和30年）4月1日 - 生津村の残部（旧柱本村、高屋村）が、北方町と合併し、北方町となり生津村は消滅。

## 学校
- 生津村立生津小学校
  - 1956年北方町立北方小学校に統合され廃校。現在の瑞穂市立生津小学校は穂積町が新設した小学校のため異なる。
- 本巣郡学校組合立北方中学校（現・北方町立北方中学校）

## 現在の地名
区画整理などで一部変更もあるが、現在の地名は以下のとおりである。
- 本巣郡北方町
  - 高屋、高屋石末、高屋伊勢田、高屋条里、高屋白木、高屋太子、高屋勅使、高屋分木
  - 柱本、柱本池之頭、柱本白坪、柱本南
- 瑞穂市
  - 生津、生津外宮東町、生津外宮前町、生津滝坪町、生津天王東町、生津天王町、生津内宮町
  - 馬場、馬場北町、馬場子城町、馬場上光町、馬場春雨町、馬場前畑町

## その他
- 生津村の北部（旧柱本村、高屋村）は北方町、生津村の南部（旧馬場村、生津村）は瑞穂町、本田村との繋がりが深かったという。1953年（昭和28年）の町村合併促進法により、生津村は北方町など本巣郡中部での合併が計画されていたという。しかし、生津村は、北方町との合併、穂積町との合併、岐阜市との合併の意見で住民が対立してしまったという。公式上は生津村は北方町との合併であるが、この住民対立の妥協案として穂積町への一部分割編入という事態になった。